# Cercanías di Bilbao
Le Cercanías di Bilbao (in spagnolo Cercanías de Bilbao, in basco Bilboko Aldiriak) sono il servizio ferroviario suburbano (Cercanías o Aldiriak) che serve la città spagnola di Bilbao con partenza dalla Stazione di Bilbao Abando Indalecio Prieto.

## Rete
La rete si compone di 4 linee:
- C-1 Bilbao - Santurtzi
- C-2 Bilbao - Muskiz
- C-3 Bilbao - Orduña
- C-4 Bilbao - Balmaseda